# Suore della Madre del Carmelo

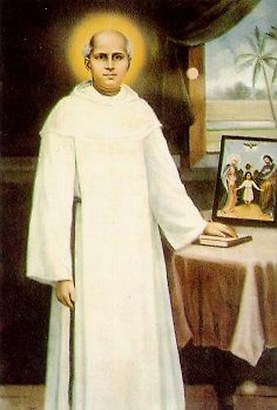
Kuriakose Elias Chavara, fondatore della congregazione

Le Suore della Madre del Carmelo sono un istituto religioso femminile di diritto pontificio del rito siro-malabarese: le suore di questa congregazione pospongono al loro nome la sigla C.M.C.

## Storia
La congregazione venne fondata a Koonammavu, nel Kerala, il 13 febbraio 1866 da Kuriakose Elias Chavara e dal carmelitano scalzo Leopoldo Beccaro come fraternità del terz'ordine carmelitano.
L'istituto si diffuse in numerose diocesi del rito siro-malabarese dando origine a diverse congregazioni autonome, riunificate nel 1963. Le suore della Madre del Carmelo ricevettero l'approvazione pontificia il 2 marzo 1967.
Chavara, fondatore anche dei Carmelitani della Beata Vergine Maria Immacolata, è stato beatificato nel 1986 da papa Giovanni Paolo II. Una suora della congregazione, Eufrasia del Sacro Cuore di Gesù, è stata beatificata nel 2006.
Kuriakose Elias Chavara e Madre Eufrasia sono stati canonizzati  il 23 novembre 2014 da papa Francesco.

## Attività e diffusione
Le suore della Madre del Carmelo si dedicano a varie attività socio-sanitarie, educative e assistenziali.
La congregazione conta case in: Germania, Italia, Stati Uniti d'America, Sudafrica, Repubblica Centrafricana, Kenya, Malawi, Sudan, Tanzania, India; la sede generalizia è a Aluva.
Alla fine del 2008 la congregazione contava 6.483 religiose in 642 case.